# Potamogeton epihydrus
Potamogeton epihydrus là một loài thực vật có hoa trong họ Potamogetonaceae. Loài này được Raf. miêu tả khoa học đầu tiên năm 1808.